# Brug 508
Brug 508 is een houten kunstwerk in het Amsterdamse Bos.
De Amsterdamse brugnummers worden gegeven aan zowel bruggen als aan viaducten. Brugnummer 508 kent in Drogebrug een officieuze bijnaam. Ze doet namelijk ook dienst als voetgangersviaduct. Het bouwwerk is gelegen over een overhaal. Zij overspant aan de zuidkant een uitstulping van de plaatselijke vijvers, terwijl zij aan de noordkant land overspant (vandaar haar bijnaam), dat kanoërs de mogelijkheid biedt hun boot naar de Bosbaan te brengen, dan wel er vandaan te halen. De enigszins bollende brug is gebouwd naar een ontwerp van Piet Kramer, die de brug attractief maakte voor zowel de voetgangers boven als de voetgangers beneden. De brug boven heeft sierlijke maar strakke balustrades, waarvan de bovenste rijen er ook als leuning uitzien. Bovendien staan er pilaren op die aan de bovenzijden zijn afgewerkt met metalen deksels. De jukken van de brug zijn bewerkt en de ruimten ertussen werden "opgevuld" met traliewerken. Ook zijn er kwartronden als (nutteloze) tandwielen te vinden. De brug was oorspronkelijk kleurloos, maar kreeg bij een grote renovatie haar huidige kleuren zwart en wit mee, hetgeen volgens de gemeente Amstelveen de bijzondere details van de brug en vormgeving versterkt. Het werd daardoor in 2013 benoemd tot gemeentelijk monument in Amstelveen. Zij waardeerden het als bijzondere verschijningsvorm binnen het oeuvre van Kramer en als opvallend exemplaar en wezenlijk onderdeel van het totaal aan bruggen in het bos.
Circa twintig meter noordelijk ligt de stenen brug 532, ook van Kramer.

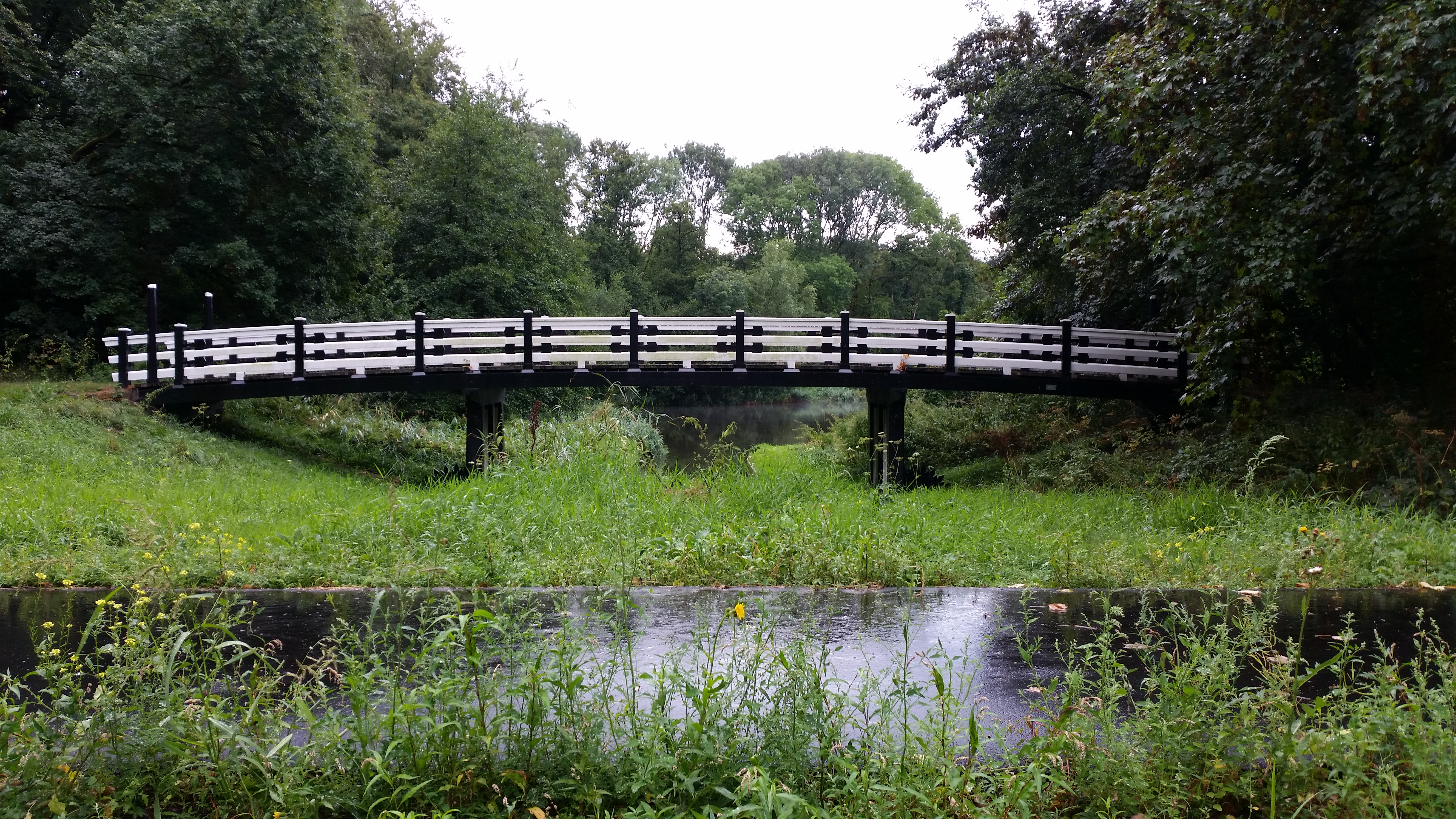
Brug 508, zijaanzicht (augustus 2018)

<<< · 500 · 501 ·  503 · 504 · 505 · 506 · 507 · 508 · 509 · 510 · 511 · 512 · 513 · 514 · 515 · 516 · 517 · 518 · 519 · 520 · 521 · 522 · 523 · 525 · 526 · 527 · 528 · 530 · 531 · 532 · 533 · 534 · 535 · 536 · 537 · 538 · 539 · 540 · 541 · 542 · 543 · 544 · 545 · 546 · 547 · 548 · 549 · 550 · 551 · 552 · 553 · 554 · 555 · 556 · 557 · 558 · 559 · 560 · 561 · 562 · 563 · 564 · 565 · 566 · 567 · 569 · 571 · 572 · 573 · 575 · 577 · 578 · 580 · 581 · 582 · 583 · 584 · 586 · 587 · 589 · 590 · 591 · 592 · 593 · 594 · >>>
Brugnummers 502, 524, 529, 568, 570, 574, 576, 579, 585, 588, 595, 596, 597, 598, 599 zijn niet (meer) vergeven.